# Keills Chapel
Keills Chapel is een (voormalige) twaalfde-eeuwse kapel, gelegen zo'n tien kilometer ten zuidwesten van Tayvallich op het schiereiland Knapdale tussen Loch Sween en Sound of Jura in de Schotse regio Argyll and Bute. In de kapel bevindt zich een verzameling van middeleeuwse grafstenen en -kruisen inclusief het zevende-eeuwse keltisch kruis Keills Cross.

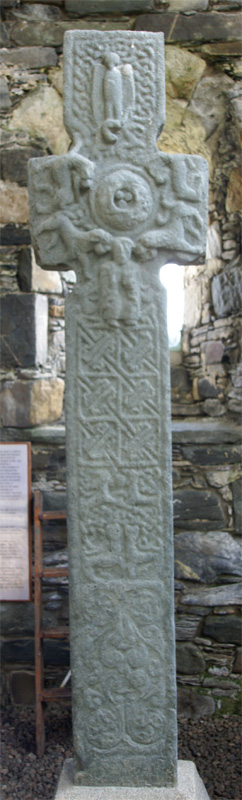
Keills Cross, een 7e-eeuws Keltisch kruis

## Beschrijving

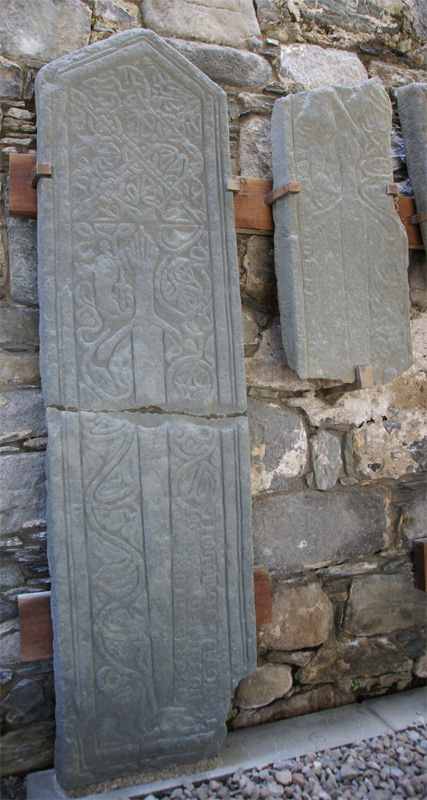
Een paar grafstenen

### Kapel
Keills Chapel, gewijd aan Sint Charmaig, is een simpele, rechthoekige kapel zonder enig onderscheid tussen het schip en het priesterkoor. Deze bouwstijl was typisch voor de Westelijke Highlands in de late twaalfde en vroege dertiende eeuw. Drie ramen aan de oostzijde van de kapel verlichtten de plaats waar het altaar stond. Een vierde raam bevindt zich in het midden van de zuidelijke muur. Een moderne ingang bevindt zich aan de noordzijde. In de kapel bevinden zich drie openingen in de oostelijke muur die als kasten dienstdeden.
Gezien de grafstenen en -kruisen die zich bij de kapel bevonden, moet deze locatie al sinds de achtste eeuw in gebruik zijn. De meeste grafstenen en -kruisen dateren uit de veertiende, vijftiende en zestiende eeuw. De grafstenen zijn uitgevoerd in verschillende stijlen, zowel Loch Awe-stijl als Ionische stijl komen voor. Na de reformatie moet de kapel in onbruik zijn geraakt.
Het dak is hersteld en voorzien van ramen in de twintigste eeuw om de collectie grafstenen en -kruisen die zijn ondergebracht in de kapel te beschermen tegen weersinvloeden. De collectie is afkomstig van de begraafplaats om de kapel. De vloer in de kapel is opgehoogd.
Een replica van het zevende-eeuwse keltische kruis Keills Cross is opgesteld ten noordwesten van de kapel op de plaats waar het kruis oorspronkelijk stond.

### Keills Cross
Het vroeg christelijke keltisch kruis Keills Cross toont Ierse invloeden. Het kruis is aan één zijde rijk bewerkt. Op het bovenste deel van het kruis zijn leeuwen te herkennen met boven het midden een voorstelling van Sint Michael en een gezeten heilige (wellicht een evangelist) onder het midden.

## Beheer
Keills Chapel wordt sinds 1972 beheerd door Historic Environment Scotland net als de aan de overkant van Loch Sween gelegen Kilmory Knap Chapel.